# Diabetes mellitus tipo 1
Diabetes mellitus tipo 1 é uma forma de diabetes mellitus em que o corpo não produz insulina em quantidade suficiente, devido a um processo inflamatório autoimune, o que resulta em excesso de glicose no sangue. Os sintomas clássicos são micção frequente, sede excessiva, fome excessiva e perda de peso. Entre outros possíveis sintomas estão visão enevoada, fadiga e feridas que não cicatrizam corretamente. Os sintomas geralmente manifestam-se após um curto período de tempo.
Desconhece-se a causa da diabetes de tipo 1. No entanto, acredita-se que envolva uma combinação de fatores genéticos e ambientais. Entre os fatores de risco estão antecedentes familiares da doença. O mecanismo subjacente envolve uma destruição autoimune das células beta que produzem insulina no pâncreas. O diagnóstico de diabetes é feito com a avaliação da quantidade de glicose ou hemoglobina glicosilada no sangue. A diabetes do tipo 1 distingue-se da do tipo 2 pela presença de autoanticorpos.
Não existe forma de prevenir a diabetes do tipo 1. Para sobreviver, é necessário tratamento com insulina. A insulinoterapia é geralmente realizada com uma injeção subcutânea, embora possa também ser realizada com uma bomba de insulina. Seguir uma dieta diabética e praticar exercício físico com regularidade são uma parte essencial do tratamento. Caso não seja tratada, a diabetes pode resultar em várias complicações. Entre as complicações a relativamente curto prazo estão a cetoacidose diabética e o coma hiperosmolar hiperglicémico. Entre as complicações a longo prazo estão doenças cardiovasculares, acidentes vasculares cerebrais, doença renal crónica, pé diabético e retinopatia diabética. Podem ainda ocorrer complicações derivadas da pouca quantidade de glicose no sangue devido uma dose  excessiva de insulina.
Estima-se que a diabetes do tipo 1 seja responsável por 5 a 10% de todos os casos de diabetes. Desconhece-se o número de pessoas afetadas em todo o mundo, embora se estime que em cada ano cerca de 80 000 crianças desenvolvam a doença. A prevalência da doença varia significativamente, desde aproximadamente 1 novo caso por 100 000 pessoas por ano na Ásia Oriental e na América Latina, até cerca de 30 novos casos por 100 000 pessoas por ano na Escandinávia e no Kuwait. Geralmente a doença manifesta-se durante a infância ou no início da idade adulta.

## Causas
O diabetes tipo 1 é induzido por um ou mais dos seguintes fatores: susceptibilidade genética, um ativador diabetogênico e/ou exposição a um antígeno diabetogênico.

### Genéticas
O Diabetes tipo 1 é uma doença poligênica, isto é, muitos genes diferentes contribuem para o seu aparecimento. O gene que mais influi para o desenvolvimento do diabetes tipo 1, IDDM1, está localizado na região do MHC Classe II do cromossomo 6, na região de marcação 6p21. Certas variantes deste gene aumentam os riscos para diminuição de histocompatibilidade em pacientes tipo 1, dentre elas DRB1 0401, DRB1 0402, DRB1 0405, DQA 0301, DQB1 0302 e DQB1 0201, as quais são comuns em norte-americanos de descendência europeia e em europeus. Algumas variantes também parecem ser protetoras.
Os riscos de uma criança desenvolver o diabetes tipo 1 são de 8% se o pai possui a doença, 10% se um irmão a tiver, aproximadamente 4% se a mãe for diabética tipo 1 e tinha 25 anos de idade ou menos quando deu à luz, e de cerca de 1% se a mãe tinha mais de 25 anos. Caso ambos os pais tenham diabetes tipo 1, as chances da criança compartilhar a doença chega a 30%.
O pâncreas é afetado, sendo mais específico as células beta, produtoras de insulina.

### Moleculares - Complexo de Histocompatibilidade
O Complexo de Histocompatibilidade (HLA) é responsável por determinar a susceptibilidade do indivíduo portador do gene da diabetes mellitus tipo I expressar a doença. Sendo assim, considerando que existem diversos fatores moleculares que influenciam nessa determinação, é importante ressaltar a relação entre o locus IDDM1 com o HLA-DQ0602 (hipocreatina), visto que determina a probabilidade do indivíduo não desenvolver a patologia. Nesse caso, devido a essa associação molecular, os linfócitos não conseguem se ligar às células beta-pancreáticas (produtoras de insulina), impedindo que um processo inflamatório e autoimune seja desencadeado, provocando, então, a deficiência de insulina no organismo. Para que isso ocorra, a hipocreatina realiza interações intermoleculares, podendo alterar estruturas quando ligada aos bolsos de P1, P4, P6 e P9. Quando se liga ao bolso P6 da molécula, possibilita o acoplamento de 2 ou 3 átomos adicionais na cadeia peptídica, restringindo as possibilidades de ligação que essa, agora nova, molécula é capaz de realizar. Com isso, as células de defesa do organismo são incapazes de se aderirem às células beta-pancreáticas, e então a produção e secreção de insulina no organismo do indivíduo permanece inalterada, logo, ele permanece saudável.
É válido ressaltar que fatores alguns influenciam a atuação do DQ0602, a exemplo disso pode-se citar a maior incidência da diabetes mellitus tipo I em homens e a diminuição da ação dessa associação molecular com o avanço da idade. 

### Ambientais
Gêmeos idênticos, e que portanto possuem exatamente os mesmos genomas, apresentam diferenças na expressão do diabetes tipo 1. Pesquisas indicam que, se um dos irmãos possuir diabetes tipo 1, o outro terá de 30% a 50% de chances de compartilhar a condição. Isto sugere que fatores ambientais também atuam de maneira determinante no aparecimento da doença.
Outras indicações de que existem fatores ambientais em jogo são encontradas nas estatísticas de prevalência da doença na Europa (entre caucasianos, há diferenças de mais de 10 vezes dependendo do país) e a tendência de imigrantes adquirirem a incidência da doença no país para o qual se mudaram.

### Vírus
De acordo com uma teoria, o diabetes tipo 1 é uma resposta autoimune desencadeada por uma invasão viral, na qual o sistema imune ataca as células infectadas pelos vírus juntamente com as células beta, produtoras de insulina, do pâncreas. Implicadas nesta hipótese estão as famílias de vírus Coxsackie ou rubéola. As evidências quanto a sua validade ainda são inconclusivas.
Nem todas as pessoas infectadas com vírus das famílias acima necessariamente desenvolvem o diabetes tipo 1. Isto sugere que há uma vulnerabilidade genética presente, suportada pelos registros de hereditariedade na tendência de se desenvolver a condição. Esta vulnerabilidade foi associada a determinados genótipos HLA. Ainda assim, a conexão entre estes genótipos e o desencadeamento da reação autoimune ainda é pouco compreendida.

### Dieta
Alguns pesquisadores acreditam, apesar de nenhuma ligação conclusiva ter sido até agora encontrada, que a resposta autoimune é influenciada por anticorpos contra proteínas do leite de vaca.
Pesquisa realizada na Finlândia - país no qual a incidência de raios solares é baixa e onde, portanto, costumeiramente ingere-se vitamina D suplementar – observou que doses de 2000 IU por dia dadas durante o primeiro ano de vida de uma criança diminuíam em 80% as chances de ela desenvolver diabetes tipo 1 no futuro. A relação causal entre estes fatos continua obscura.

### Substância químicas e drogas
Algumas substâncias químicas e drogas destroem preferencialmente células pancreáticas. O Pyrinuron (Vacor, N-3-piridimetil-N'-p-nitrofenil uréia), um veneno para roedores introduzido nos Estados Unidos em 1976, destrói seletivamente células beta do pâncreas, resultando em diabetes tipo 1 caso ingerido acidental ou intencionalmente. A droga foi retirada de circulação nos EUA em 1979, mas continua sendo empregada em outros países.
Zanosar é a marca registrada para a streptozotocina, um antibiótico e agente antineoplástico usado em quimioterapias contra câncer pancreático. Ele destrói também células beta, o que resulta em diminuição na produção de insulina.
Demais problemas pancreáticos, como trauma, pancreatite e tumores (tanto benignos quanto malignos) podem também levar à diminuição na produção insulínica.